# Чесапикское сражение
Чесапикское сражение (англ. Battle of the Chesapeake, также Battle of Virginia Capes, или Battle of the Capes) — решающее сражение на море в Американской войне за независимость. Произошло в устье Чесапикского залива 5 сентября 1781 года, между британским флотом (контр-адмирал сэр Томас Грейвз) и французским флотом (контр-адмирал Франсуа Жозеф Поль, граф де Грасс).

## Краткий обзор
В июле 1781 года адмирал де Грасс стоял перед выбором, где атаковать британские войска — в Нью-Йорке или Вирджинии. Он выбрал последнее, прибыв в Чесапик в конце августа. Узнав, что де Грасс пошёл из Вест-Индии в Северную Америку, и что французский адмирал де Баррас также вышел из Ньюпорта, Род-Айленд, адмирал Грейвз пришёл к выводу, что они собираются объединить силы у Чесапика. Выйдя из Нью-Йорка с 19 линейными кораблями, Грейвз прибыл к устью Чесапика утром 5 сентября, и обнаружил флот де Грасса на якоре в гавани. Де Грасс спешно подготовил большую часть своего флота, 24 линейных корабля, к бою и пошёл навстречу Грейвзу. В ходе двухчасового боя, который состоялся после нескольких часов маневрирования, линии флотов сошлись не полностью, только авангард и центр линии были задействованы целиком. Бой был, следовательно, примерно равный, хотя британские корабли имели больше потерь и повреждений. Бой прервался с заходом солнца. Британская тактика в этом бою стала предметом множества споров.
В течение нескольких дней флота держались в виду друг друга, де Грасс старался выманить противника подальше от залива, где ожидал прибытие де Барраса с осадным обозом. 13 сентября де Грасс оторвался от британцев и вернулся в Чесапик, куда пришёл и де Баррас. Грейвз вернулся в Нью-Йорк, чтобы организовать следующую экспедицию помощи Йорктауну; она вышла в море только 19 октября, но было уже поздно: за два дня до того Корнуоллис сдался.
Тактически битва была безрезультатна, но стратегически превратилась в крупное поражение для британцев, так как помешала Королевскому флоту доставлять подкрепления или эвакуировать блокированные силы генерала лорда Корнуоллиса в Йорктауне, штат Вирджиния. Наоборот, перевозки через Чесапикский залив французских войск и Континентальной армии шли без помех. В результате лишённый поддержки и снабжения Корнуоллис после осады сдался. Главным следствием капитуляции Корнуоллиса было начало переговоров, которые в конечном итоге привели к миру и признанию Британией независимых Соединённых Штатов Америки.

## Обстановка
В первые месяцы 1781 года британские и американские войска начали стягиваться в Вирджинии, штате, который ранее испытывал только набеги с моря. Британскими войсками командовал сначала ренегат Бенедикт Арнольд, а затем Уильям Филлипс, и, наконец, прибывший в конце мая со своей южной армией генерал Чарльз Корнуоллис, взял командование на себя. В июне он пошёл на Уильямсберг, где получил ряд путаных приказов от генерала сэра Генри Клинтона, который завершался директивой укрепить подходящий глубоководный порт. В ответ на эти распоряжения, Корнуоллис в конце июля перешёл в Йорктаун, где его армия начала строительство укреплений. Присутствие этих британских войск в сочетании с желанием генерала Клинтона построить порт, сделали контроль Чесапикского залива важной задачей флота.
21 мая генералы Джордж Вашингтон и граф де Рошамбо, командующие соответственно американскими и французскими войсками в Северной Америке, встретились, чтобы обсудить возможные действия против англичан. Они рассматривали либо штурм или осаду главной британской базы в Нью-Йорке, либо операции против англичан в Вирджинии. Любой из этих вариантов требовал поддержки французского флота, и в Вест-Индию был отправлен корабль для встречи с французским контр-адмиралом де Грассом, который предположительно был в Кап-Франсуа (фр. Cap-Français, современный Кап-Аитьен, Гаити), чтобы обрисовать возможности и просить его помощи. Рошамбо в частной записке к де Грассу указал, что отдаёт предпочтение операции против Вирджинии. Генералы затем перенесли свои силы в Уайт Плейнс, Нью-Йорк, изучать оборону Нью-Йорка и ждать известий от де Грасса.

## Сближение
Де Грасс прибыл в Кап-Франсуа 15 августа. Он сразу же послал ответ, где указал, что пойдёт на Чесапик. Приняв на борт 3200 войск, он вышел из Кап-Франсуа со всем своим флотом, 28 линейных кораблей. Обходя стороной обычные морские пути, чтобы избежать обнаружения, он прибыл в устье Чесапикского залива 30 августа и высадил сухопутные войска в помощь блокаде Йорктауна. Два британских фрегата, которые должны были патрулировать подходы к Чесапику, были в заливе, и по приходе французов оказались в ловушке. Из-за этого в Нью-Йорке не получили вовремя полного представления о силах де Грасса.
Британский адмирал Джордж Родни, следивший за де Грассом в Вест-Индии, знал об уходе последнего, но не знал точно, куда французский адмирал направился. Полагая, что де Грасс вернёт часть своего флота в Европу, Родни отрядил контр-адмирала Самуэля Худа с 14 линейными кораблями и приказом выяснить место назначения де Грасса в Северной Америке. Сам Родни, больной, ушёл с остальным флотом в Европу, для ремонта и отдыха, а также чтобы избежать сезона атлантических ураганов.
Используя более короткий путь, чем де Грасс, флот Худа пришел ко входу в Чесапик 25 августа. Не найдя там французских кораблей, он отправился в Нью-Йорк. Тем временем, командующий флотом в Нью-Йорке, контр-адмирал сэр Томас Грейвз, уже несколько недель пытался перехватить собранный Джоном Лоренсом конвой, доставлявший столь необходимые деньги и снабжение из Франции в Бостон. Когда Худ прибыл в Нью-Йорк, он нашел Грейвза в порту (тот не сумел найти конвой), но только пять линейных кораблей были готовы к выходу.
Де Грасс уведомил своего коллегу в Ньюпорте, графа де Барраса, о своем намерении и ожидаемой дате прихода. Де Баррас вышел из Ньюпорта 27 августа с 8 линейными кораблями, 4 фрегатами и 18 транспортами с вооружением и осадным обозом. Он намеренно шел кружным путём, чтобы избежать встречи с англичанами, если те вышли из Нью-Йорка в погоню. Вашингтон и Рошамбо в то же время переправились через Гудзон 24 августа, оставив часть войск позади, как уловку, чтобы задержать возможные шаги генерала Клинтона по мобилизации помощи Корнуоллису.
С известием о выходе де Барраса британцы поняли, что вероятной целью французов был Чесапик. К 31 августа Грейвз вывел свои корабли за бар Нью-йоркской гавани. Приняв командование объединённым флотом из 19 кораблей, он пошел к югу, и прибыл в устье Чесапика 5 сентября. Он продвигался медленно; плохое состояние некоторых кораблей из Вест-Индии (в противоположность заявлению адмирала Худа, что его флот готов для месячного плавания) вызвало необходимость ремонта в пути. Грейвза беспокоили и его собственные корабли, в частности, с трудом управлявшаяся HMS Europa.

## Построение линий баталии
Дозорные фрегаты обоих флотов обнаружили противника около 9:30; вначале те и другие неправильно подсчитали силы противного флота, отчего оба командующих пришли к выводу, что перед ними меньшая эскадра адмирала де Барраса. Когда выявилась истинная численность флотов, Грейвз, полагая что де Грасс и де Баррас уже объединили силы и готовы к бою, направил свою линию к устью залива, при попутном ветре от NNE.
Де Грасс выделил несколько кораблей для блокады реки Йорк и реки Джеймс глубже в бухте, а когда показался британский флот, на многих кораблях, стоявших на якоре, были в отлучке шлюпки, офицеры и матросы. Его ожидали трудности построения линии на ходу, против прилива, а ветра и конфигурация берегов вынуждали лечь на противоположный британцам галс. В 11:30 утра 24 французских корабля выбрали якоря и начали выход из бухты с полуденным отливом, оставив часть людей и шлюпок на берегу. Некоторые недосчитывались около 200 человек, так что даже не могли обслуживать все свои пушки. Де Грасс приказал строить линию по мере выхода, самые быстрые корабли впереди, невзирая на нормальный порядок флота. Auguste адмирала Луи де Бугенвиля был одним из первых. Бугенвиль с ещё тремя кораблями оказался далеко впереди остальной линии. До 3:45 пополудни разрыв был настолько велик, что англичане могли отрезать его эскадру от остального французского флота.
К 13:00 флота были примерно друг против друга, но шли встречными галсами. Чтобы начать бой, и чтобы избежать мели (под названием Срединная мель, англ. Middle Ground) против устья залива, примерно в 14:00 Грейвз приказал флоту ворочать фордевинд «все вдруг». Этим манёвром он изменил свой порядок на обратный, но смог поравняться с французским флотом, выходящим из бухты. Тем же манёвром он поставил эскадру Худа, своего самого агрессивного командира, в хвост, а эскадру Дрейка в авангард.
Теперь оба флота шли в целом на восток, удаляясь от залива, при ветре от NNE. Линии сближались под углом, так что ведущие корабли в авангарде обеих были в пределах досягаемости огня друг друга, в то время как концевые корабли отстояли слишком далеко, чтобы вступить в бой. Французы при стрельбе имели преимущество так как, находясь с подветра, могли открыть свои нижние порты, в то время как англичане должны были держать их закрытыми, чтобы избежать заливания нижних палуб. Французский флот, меньше изношенный, чем британский, превосходил англичан также в численности (24 против 19) и общем вооружении, и имел тяжелые орудия, способные стрелять ядрами большего веса. У британцев HMS Ajax и HMS Terrible, два корабля Вест-индской эскадры, которые использовались активнее других, были в весьма плохом состоянии. В этот момент Грейвз не использовал потенциальное преимущество от отрыва Бугенвиля; по мере того как французский центр и арьергард сближались с линией противника, они также сокращали расстояние со своим авангардом. Один британский наблюдатель пишет: «К изумлению всего флота, французскому центру было позволено без помех сблизиться, и поддержать свой авангард».
Стремление достичь строго параллельных курсов, чтобы линии могли полностью вступить в бой, привело к тому, что Грейвз поднял противоречивые сигналы, которые были истолкованы адмиралом Худом во главе концевой эскадры иначе, чем задумал Грейвз. Ни один из вариантов сокращения угла между линиями не благоприятствовал англичанам: любой манёвр сближения ограничивал их возможности стрельбы только погонными пушками, и возможно, подставлял корабли продольному (анфиладному) огню. Грейвз поднял два сигнала: один «строить колонну», согласно которому корабли должны были постепенно сократить дистанцию и выпрямить линию параллельно противнику, и второй «ближний бой», который обычно означает, что кораблям следует повернуть непосредственно в сторону неприятельской линии и, придя на малую дистанцию, вернуться на курс. Такое сочетание сигналов привело к приходу его кораблей на дальность стрельбы не одновременно, а по частям. Адмирал Худ истолковал приказ держать колонну как приоритетный перед сигналом ближнего боя; как следствие его эскадра сближалась слишком медленно и большей частью так и не вступила в бой.

## Силы сторон
| Alfred (74)                   | 3 | капитан William Bayne             | 0  | 0  |                                 |
| Belliqueux (64)               | 3 | капитан James Brine               | 0  | 0  |                                 |
| Invincible (74)               | 3 | капитан Charles Saxton            | 0  | 0  |                                 |
| Barfleur (98)                 | 2 | капитан Alexander Hood            | 0  | 0  | контр-адмирал Самуэль Худ       |
| Monarch (74)                  | 3 | капитан Francis Reynolds          | 0  | 0  |                                 |
| Centaur (74)                  | 3 | капитан John Nicholson Inglefield | 0  | 0  |                                 |
| Центр                         |   |                                   |    |    |                                 |
| America (64)                  | 3 | капитан Samuel Thompson           | 0  | 0  |                                 |
| Bedford (74)                  | 3 | капитан Thomas Graves             | 0  | 0  |                                 |
| Resolution (74)               | 3 | капитан лорд Robert Manners       | 3  | 16 |                                 |
| London (98)                   | 2 | капитан David Graves              | 4  | 18 | контр-адмирал Томас Грейвз      |
| Royal Oak (74)                | 3 | капитан John Plumer Ardesoif      | 4  | 5  |                                 |
| Montagu (74)                  | 3 | капитан George Bowen              | 8  | 22 |                                 |
| Europe (64)                   | 3 | капитан Smith Child               | 9  | 18 |                                 |
| Арьергард (в бою был ведущим) |   |                                   |    |    |                                 |
| Terrible (74)                 | 3 | капитан William Clement Finch     | 4  | 21 | затоплен после боя              |
| Ajax (74)                     | 3 | капитан Nicholas Charrington      | 7  | 16 |                                 |
| Princessa (70)                | 3 | капитан Charles Knatchbull        | 6  | 11 | контр-адмирал сэр Френсис Дрейк |
| Alcide (74)                   | 3 | капитан Charles Thompson          | 2  | 18 |                                 |
| Intrepid (64)                 | 3 | капитан Anthony James Pye Molloy  | 21 | 35 |                                 |
| Shrewsbury (74)               | 3 | капитан Mark Robinson             | 14 | 52 |                                 |

| Французский флот     | Французский флот | Французский флот                                              | Французский флот                                                    |
| Корабль (пушек)      | Ранг             | Командир                                                      | Примечание                                                          |
| Авангард             | Авангард         | Авангард                                                      | Авангард                                                            |
| -------------------- | ---------------- | ------------------------------------------------------------- | ------------------------------------------------------------------- |
| Pluton (74)          | 3                | капитан François-Hector, Comte d’Albert de Rions              |                                                                     |
| Marseillais (74)     | 3                | капитан Henri-César, Marquis de Castellane Masjastre          |                                                                     |
| Bourgogne (74)       | 3                | капитан Charles, Comte de Charitte                            |                                                                     |
| Diadème (74)         | 3                | капитан Louis-Augustin Monteclerc                             |                                                                     |
| Réfléchi (64)        | 3                | капитан Jean-François-Emmanuel de Brune de Boades †           |                                                                     |
| Auguste (80)         | 3                | капитан Pierre-Joseph, Chevalier de Castellan                 | адмирал Луи Антуан де Бугенвиль                                     |
| Saint-Esprit (80)    | 3                | капитан Joseph-Bernard, Marquis de Chabert                    |                                                                     |
| Caton (64)           | 3                | капитан Framond                                               |                                                                     |
| Центр                |                  |                                                               |                                                                     |
| César (74)           | 3                | бригадир Jean-Charles-Régis-Coriolis d’Espinouse              |                                                                     |
| Destin (74)          | 3                | капитан François-Louis-Edme-Gabriel, Comte du Maitz de Goimpy |                                                                     |
| Ville de Paris (110) | 1                | капитан Albert Cresp de Saint-Cezaire                         | адмирал граф де Грасс, адмирал Latouche-Tréville, (команд. центром) |
| Victoire (74)        | 3                | капитан François d’Albert de Saint-Hyppolyte                  |                                                                     |
| Sceptre (74)         | 3                | капитан Louis-Philippe de Rigaud, Marquis de Vaudreuil        |                                                                     |
| Northumberland (74)  | 3                | капитан Bon-Chrétien, Marquis de Bricqueville                 |                                                                     |
| Palmier (74)         | 3                | капитан Jean-François, Baron d’Arros d’Argelos                |                                                                     |
| Solitaire (64)       | 3                | капитан Comte de Cicé-Champion                                |                                                                     |
| Citoyen (74)         | 3                | капитан d’Alexandre, Comte d’Ethy                             |                                                                     |
| Арьергард            |                  |                                                               |                                                                     |
| Scipion (74)         | 3                | капитан Pierre-Antoine, Comte de Clavel                       |                                                                     |
| Magnanime (74)       | 3                | капитан Jean-Antoine, Comte Le Bègue                          |                                                                     |
| Hercule (74)         | 3                | капитан Jean-Baptiste Turpin du Breuil                        |                                                                     |
| Languedoc (80)       | 3                | капитан Hervé-Louis-Joseph-Marie, Comte Duplessis-Parscau     | шеф д’эскадр François-Aymar, Comte de Monteil                       |
| Zélé (74)            | 3                | капитан Balthazar de Gras-Préville                            |                                                                     |
| Hector (74)          | 3                | капитан Laurent-Emanuel de Renaud d’Aleins                    |                                                                     |
| Souverain (74)       | 3                | капитан Jean-Baptiste, Baron de Glandevès                     |                                                                     |

## Ход боя
Около 4:00 пополудни, свыше 6 часов с момента первого обнаружения, англичане, имевшие наветренное положение, а значит инициативу, начали атаку. HMS Intrepid первым открыл огонь по Marseillais, шедшему вблизи головного. Скоро бой стал общим, авангарды и центры втянулись полностью. Французы в своей обычной манере целились в британский такелаж и рангоут с намерением обездвижить противника. Последствия этой тактики были очевидны : передовые HMS Shrewsbury и HMS Intrepid стали практически неуправляемы и в конце концов вышли из линии. Остальная эскадра адмирала Дрейка также понесла тяжелый урон, но потери были не столь серьёзны, как у первых двух кораблей. Угол сближения также играл роль в размере повреждений: корабли в авангарде подвергались продольному огню, когда сами могли пустить в ход только погонные пушки.
Французский авангард тоже был побит, хотя и не так сильно. Капитан Réfléchi де Боде (фр. de Boades) был убит первым же залпом HMS Princessa адмирала Дрейка, а четыре корабля французского авангарда вели, по словам французов, «бой с семью или восемью кораблями вплотную». Diadème, по словам одного офицера, «была совершенно не в состоянии продолжать бой, имея всего четыре 36-фунтовых пушки и девять 18-фунтовых, пригодных к стрельбе» и была сильно повреждена. Её спасло своевременное вмешательство Saint-Esprit.
Princessa и Auguste Бугенвиля одно время были так близко, что французский адмирал подумывал об абордаже; Дрейку удалось оттянуться, но это дало Бугенвилю возможность нацелиться на Terrible. Его фок-мачта, в плохом состоянии ещё до боя, получила несколько ядер, а перегруженные помпы, и так с трудом державшие его на плаву, были сильно повреждены выстрелами в корпус.
Около 5:00 вечера ветер начал заходить не в пользу британцев. Де Грасс дал сигнал авангарду продвигаться дальше вперед, чтобы бо́льшая часть французского флота могла участвовать в бою, но Бугенвиль, полностью связанный боем на дистанции мушкетного выстрела, не хотел рисковать «трепкой, если французы подставят корму». Когда же он, наконец, начать оттягиваться, британские командиры восприняли это как отступление: «Французский авангард пострадал больше всего, потому что должен был отходить». Вместо того чтобы его преследовать, британцы задержались, продолжая огонь на большой дальности. Это побудило одного французского офицера написать: «они вели бой только издали, просто затем, чтобы потом сказать, что они воевали». Закат положил конец перестрелке; оба флота уходили на зюйд-ост, удаляясь от бухты.
Обе эскадры центра участвовали в бою, но размер повреждений и потерь был заметно меньше. Корабли концевых эскадр остались почти полностью в стороне; адмирал Худ доложил, что три его корабля сделали по нескольку выстрелов. Ряд противоречивых сигналов, сделанных Грейвзом, и расхождения между его и Худа записями, когда и какие сигналы были подняты, немедленно привели к взаимным обвинениям, письменным дебатам, и в конце концов к официальному расследованию.

## Выжидание
В тот вечер Грейвз оценил потери. Он отметил, что «французы не выглядели даже приблизительно так поврежденными, как мы», и что пять кораблей его флота либо имеют течь либо почти полностью обездвижены. Де Грасс писал: «по тому как шли англичане, мы заключили что они сильно пострадали». Тем не менее, Грейвз всю ночь сохранял наветренное положение, так что наутро мог выбирать, продолжать ли бой. Когда начался ремонт на ходу, он решил, что будет не в состоянии атаковать на следующий день. В ночь на 6 сентября он провел совет с Худом и Дрейком. В ходе него Худ и Грейвз якобы обменялись резкостями о противоречивых сигналах, и Худ предлагал повернуть флот обратно на Чесапик. Грейвз отклонил план, и флот продолжал дрейфовать на восток, удаляясь от Корнуоллиса. 8 и 9 сентября французский флот пару раз выиграл ветер, и недолго угрожал новым боем. 9 сентября французские дозоры заметили эскадру де Барраса, и в ту ночь де Грасс повернул назад к Чесапикскому заливу. Прибыв 12 сентября, он обнаружил, что де Баррас пришёл два дня назад.
11 сентября Грейвз приказал затопить Terrible из-за сильной течи, а 13 сентября был уведомлен, что французский флот уже в Чесапике; он все ещё не знал, что флот де Грасса не включал корабли де Барраса, потому что капитан фрегата, привезший рапорт, не смог сосчитать корабли. В тот день на совете британские адмиралы решили не нападать на французов из-за «поистине плачевного состояния, в которое мы привели себя». Грейвз затем повернул побитый флот к Нью-Йорку, и 20 сентября пришёл к Санди-Хук.

## Итоги
Прибытие британского флота в Нью-Йорк вызвало шквал паники среди лоялистов. Нерадостно приняли вести о поражении и в Лондоне. Король Георг III писал (ещё не зная о капитуляции Корнуоллиса):

После известия о поражении нашего флота … Я близок к мысли, что империя погибла.
Оригинальный текст (англ.)after the knowledge of the defeat of our fleet [...] I nearly think the empire ruined.[

Успех французов утвердил их контроль над Чесапикским заливом, завершив окружение Корнуоллиса. В дополнение к захвату ряда мелких судов де Грасс и де Баррас направили свои небольшие корабли на перевозки войск Вашингтона и Рошамбо из Хед-ов-Элк в Йорктаун.

### Анализ
Многие стороны боя были предметом как исторических, так и современных дебатов, начавшихся сразу после боя. 6 сентября адмирал Грейвз разослал меморандум, оправдывающий его противоречивые сигналы, где указывал: «[когда] сигнал строить колонну дается в одно время с сигналом к ближнему бою, не следует понимать, что последний сигнал принимается недействительным путём слишком строгого исполнения первого». Худ в комментарии на обратной стороне своей копии меморандума отметил, что это исключает любую возможность принудить к бою противника, пришедшего в беспорядок, так как требует от британцев тоже нарушить линию. Вместо этого, утверждает он, «британский флот должен быть как можно компактнее, с тем чтобы в критический момент воспользоваться открывшейся возможностью…». Другие критикуют Худа за то, что он «не во всем поддержал своего командира», и что офицер ниже чином «был бы отдан под суд, как не сделавший все возможное, чтобы дать бой».
Один современный автор критикует затопление Terrible утверждая, что «он принимал не больше воды, чем раньше», и, более язвительно: «Будь во главе флота более способный человек, Terrible не был бы потерян». Адмирал Родни критически отозвался о тактике Грейвза :

Сомкнув свою линию, он мог поставить свои девятнадцать [кораблей] против четырнадцати или пятнадцати противника, […] выведя их из стоя прежде, чем они успели получить помощь, [… и] добиться полной победы.
Оригинальный текст (англ.)by contracting his own line he might have brought his nineteen against the enemy's fourteen or fifteen, [...] disabled them before they could have received succor, [... and] gained a complete victory.

Защищая своё решение не отправлять весь флот в Северную Америку, он также писал, что «[если бы] адмирал, командующий в Америке, встретил сэра Сэмюэля Худа вблизи Чесапика», то капитуляцию Корнуоллиса можно было бы предотвратить.
Американский военно-морской историк Чедвик (англ. Frank Chadwick) считает, что де Грасс мог отразить британский флот, просто оставаясь на месте, он имел достаточно сил, чтобы препятствовать любым попыткам Грейвза пройти сквозь его позиции. Ларраби (англ. Harold Larrabee), наоборот, указывает, что пройти означало бы поставить Клинтона в Нью-Йорке под угрозу блокады. А не выйдя в поддержку, де Грасс оставил бы в меньшинстве эскадру де Барраса.
Чаще всего критике подвергается решение Грейвза строить линию, а не атаковать выходящих из бухты французов с ходу, чтобы разбить их по частям. Учитывая, что в авангарде был Худ, это могло удаться. Но если вспомнить трудности в доведении приказов до подчинённых и неизбежную потерю контроля в общей свалке, можно предположить, что Грейвз не рискнул, предпочитая более привычное решение.
Несомненно только одно: он упустил из виду неотложность задачи — помощи Корнуоллису, промедлил, и недостаточно настойчиво доводил дело до конца, что сыграло роковую роль.

## Последствия
Только 23 сентября Грейвз и Клинтон узнали, что французский флот в Чесапике насчитывает 36 кораблей. Эта новость пришла тайной депешей от Корнуоллиса, отправленной 17-го и сопровождаемой просьбой о помощи: «Если вы не придете на помощь, и поскорее, приготовьтесь услышать худшее». После ремонта в Нью-Йорке адмирал Грейвз вышел с 25 линейными кораблями и транспортами с 7000 войск на борту, 19 октября — через два дня после того, как Корнуоллис начал переговоры о сдаче.
Генерал Вашингтон признал роль де Грасса в победе: «Заметьте что, независимо от усилий сухопутных армий, военно-морской флот должен иметь решающий голос в нынешней борьбе». Капитуляция Корнуоллиса привела два года спустя к миру и признанию Великобританией независимости Соединенных Штатов.
Адмирал де Грасс вернулся со своим флотом в Вест-Индию. В 1782 году в крупном сражении, положившем конец франко-испанским планам захвата Ямайки, он был разбит и взят в плен Родни при островах Всех святых. Его флагман Ville de Paris (уже без де Грасса) затонул в шторм во время перехода в Англию в составе флота под командованием адмирала Грейвза. Грейвз, несмотря на разногласия по поводу его поведения при Чесапике, продолжал служить, стал полным адмиралом и получил ирландское пэрство.